# Amegilla parapulchra
Amegilla parapulchra är en biart som först beskrevs av Rayment 1947.  Amegilla parapulchra ingår i släktet Amegilla och familjen långtungebin. Inga underarter finns listade i Catalogue of Life.